# Josep Maria Grau i Codina
Josep Maria Grau i Codina o Josep Grau i Codina (Ardèvol, ca 1806 - Barcelona, 3 d'octubre de 1840) fou un escriptor barceloní, de mitjans del segle xix.
Fill de Josep Grau i casals pagès natural d'Ardèvol i de Josefa Codina i Serradell de Gaià. Era advocat del col·legi de Barcelona. El 1840 compongué un Compendio de la Crónica Universal de Cataluña, de Jeroni Pujades.
Va morir el 3 d'ctubre de 1840 a l'edat de 34 anys al carrer Sant Rafael, 18-2n. Casat amb Antònia Serra era pare de un fill Francesc i dues filles, Marianna i Mercè que varen seguir publicant la seva obra.